# Heinz Warneke

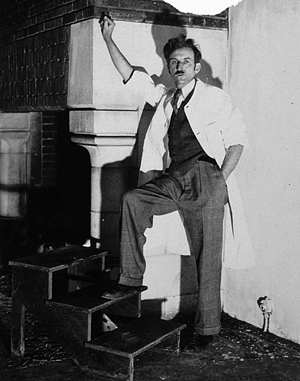
Heinz Warneke

Heinz Warneke, eigentlich Heinrich Johann Dietrich Warneke (* 30. Juni 1895 in Hagen bei Leeste, heute Ortsteil von Weyhe; † 16. August 1983 in Madison (Connecticut)) war ein deutsch-amerikanischer Bildhauer, der  vor allem durch seine Tierdarstellungen und sein direct carving bekannt wurde.

## Leben
Heinz Warneke stammte aus Hagen bei Leeste. Er lernte Silberschmied bei Wilkens & Söhne in Hemelingen und studierte an der Unterrichtsanstalt des Kunstgewerbemuseums Berlin, unter anderem bei Karl Blossfeldt.
Während des Ersten Weltkriegs war Warneke Mitglied der German Monuments Commission[?]; 1923 wanderte er in die USA aus und lebte zunächst in St. Louis. Von 1927 bis 1932 lebte und arbeitete er in Paris. Nach seiner Rückkehr in die USA erhielt er mehrere Aufträge der Works Progress Administration.
Warneke unterrichtete Bildhauerei an verschiedenen Institutionen. Von 1943 bis 1968 lehrte er in Washington, D.C. an der George Washington University und der Corcoran School of Art.
Sein bekanntestes und am meisten durch Kopien und Abbildungen verbreitetes Werk ist der Nittany Lion Shrine, die überlebensgroße Skulptur eines Pumas, des Maskottchens der Pennsylvania State University in State College (Pennsylvania).

## Auszeichnungen
- 1935: Widener Gold Medal der Pennsylvania Academy of the Fine Arts für Wilde Eber
- 1966: Wahl zum Mitglied (N – National Academician) der National Academy of Design[7][8]

## Werke
- Wild Boars, Smithsonian American Art Museum, Washington, D.C., um 1931[9]
- The Prodigal Son, Garten an der Washington National Cathedral, Washington, D.C., 1932–39[10]
- The Immigrant, Ellen Phillips Samuel Memorial, Fairmount Park, Philadelphia, 1933[11]
- Bears Playing, Harlem River Houses, New York City, 1938[12]
- Nittany Lion Shrine, Pennsylvania State University, State College, Pennsylvania, 1942[13]
- African Elephant and Calf, Philadelphia Zoo, Philadelphia, Pennsylvania, 1962.[14]
- Elegance, Smithsonian American Art Museum Washington, D.C. 1927[15]
- Express Mail Carrier, Smithsonian American Art Museum, Washington, D.C. 1936[16]

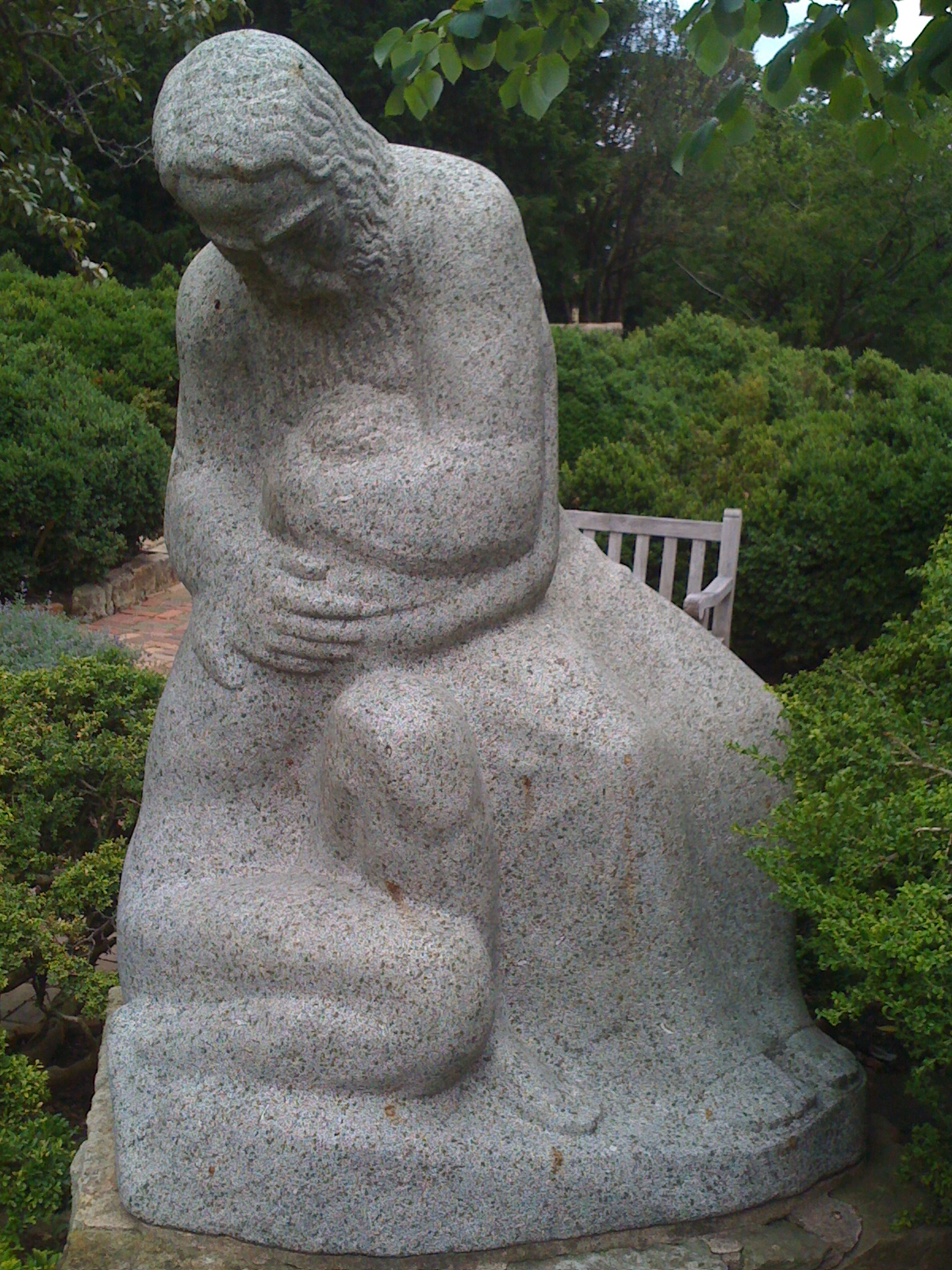
The Prodigal Son (1932–39), Garten an der Washington National Cathedral, Washington, D.C.
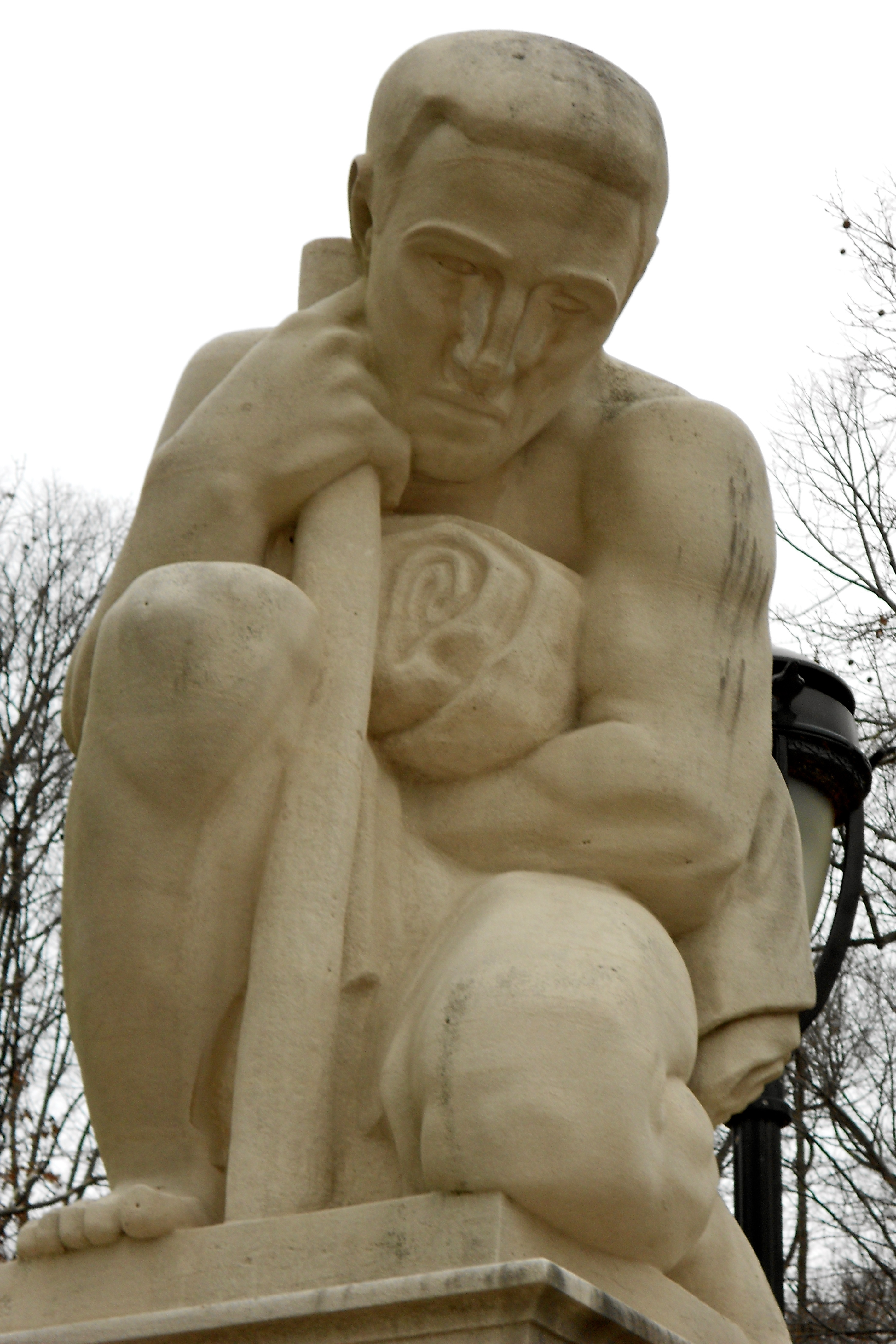
The Immigrant (1933), Fairmount Park, Philadelphia
Bears Playing (1938), Harlem River Houses New York City
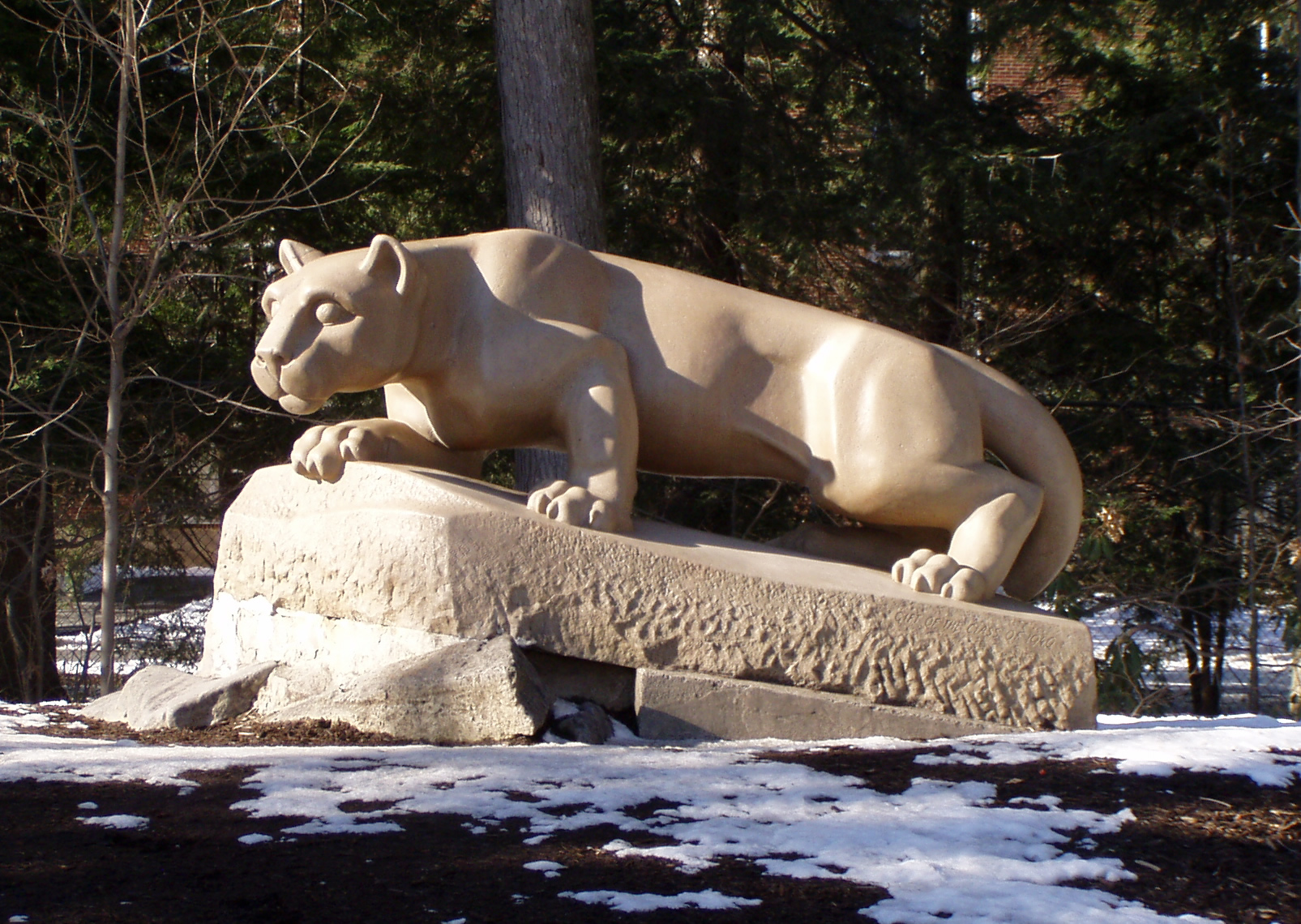
Nittany Lion Shrine (1942), Pennsylvania State University, State College, Pennsylvania